# 王汝孝 (嘉靖進士)
王汝孝（1506年—1554年），字绍甫，號岱麓，山东兖州府東平州人，明朝政治人物。兵部尚書王憲第五子。

## 生平
嘉靖四年（1525年）乙酉科山東鄉試舉人，嘉靖五年（1526年）联捷丙戌科第二甲第八十名進士，初授礼部主事，历禮部祠祭司郎中。嘉靖十年五月与刑部主事潘恩主考河南乡试，十二年十月改任翰林院修撰，十四年七月升山西提学副使，十八年丁父忧。历陕西布政司左参政，二十三年四月升福建按察使，升河南右布政使，轉左布政，二十八年十月升都察院右副都御史、巡抚顺天，駐守蓟州。
嘉靖二十九年（1551年）七月，俺答入塞，攻古北口，王汝孝帅蓟镇将诸兵抵御，兵敗大溃，虏遂由石匣营直达密云县，转掠怀柔，至围攻顺义县城，聞保定兵马駐城中，遂解围向南。兵部尚书丁汝夔被下狱，王汝孝和总兵罗希韩、副总兵卢钺被逮至北京下法司鞫讯，被判处死刑，汝孝以有斩获首级功，减死发遣广东边卫充军。嘉靖三十三年遇赦还乡，卒于家，年四十九。

## 著作
著有《王中丞集》。

## 家族
父王憲，字维纲，弘治三年进士。官至兵部尚書。贈少保，謚曰康毅。兄王汝霖，以父蔭世袭锦衣卫千户。第四子王汝忠，蔭生，官至汉阳府知府。
配田氏诰封淑人，万氏、副室张氏，蒙知州李表奖贞节，次室董氏生三子：文炯、文烨、文炜，生二女，长适汶上县兵部尚书路迎之男讳更字官生，次适翰林院检讨梁绍儒胞侄讳起居，继配胡氏、高氏生三子：桂东、桂南、桂北。
张氏，巡抚顺天都御史王汝孝副室，嘉靖二十九年都御史谪岭南，纳张，从戍时方十九岁，至三十三年都御史自岭南还遘疾卒，张矢志坚贞，誓死不变，年五十五岁疾终。万历十四年本州表其墓曰“孀节坚贞”。